# Беляевка
Беля́евка (укр. Біляївка) — город  в Одесской области Украины. Входит в Одесский район. Бывший (до 2020 года) административный центр упразднённого Беляевского района, не входя в его состав как город областного подчинения. Располагается на берегу реки Днестр и озера Белое.

## История
Археологические раскопки, проведенные на территории нынешней Беляевки, свидетельствуют о заселении её в давние времена. В имеющихся здесь курганах были исследованы погребения эпохи бронзы (II—I тысячелетия до н. э.) и сарматского времени (II—I вв. до н. э.). Обнаружены поселения античного (VI—V вв. до н. э.), скифского (V—IV вв. до н. э.) времен и первых веков нашей эры со смешанным населением.
Точных сведений о времени основания Беляевки нет. В письменных источниках она впервые упоминается под 1790 годом, когда между Бугом и Днестром появились поселения бывших запорожских казаков, служивших в формированиях Черноморского войска. Беляевка входила в Поднестрянскую паланку. Жили здесь 25 казацких и несколько десятков крестьянских семей.
Существуют две версии происхождения названия населенного пункта. Более убедительной представляется та, согласно которой топоним Беляевка возник от названия озера Белое, на берегу которого нашли приют первые поселенцы. Некоторые же историки полагают, что здешние земли в конце 80-х годов XVIII в. принадлежали первому кошевому атаману Черноморского казачьего войска С. И. Белому, от чьей фамилии и произошло название Беляевки.
В 1792 году после правительственного решения об отводе Черноморскому войску территории на Кубани большая часть казаков, главным образом богатых, переселилась на новые места. Беляевка частично опустела: остался 61 двор, где жили 304 человека «серомы» и крестьянской бедноты. Заметное уменьшение населения наблюдалось и в других селениях. Поскольку это могло серьёзно затормозить освоение края, отошедшего к России после трудных русско-турецких войн, в Приднестровье стали переселять как желающих, так и нежелающих. Беляевка, в частности, была определена местом жительства большой группы участников известного антикрепостнического восстания в Турбаях на Полтавщине. Они прибыли сюда летом 1794 года и очутились в весьма затруднительном положении. Вследствие неурожая турбаевцы, поставившие здесь 88 хат, как сообщал земский исправник, «хлеба не могли заработать и испытывали большую нужду».
После издания положения от 20 сентября 1804 года, на основании которого поселенцы Южной Украины, кроме русских крепостных, объявлялись лично свободными, сюда потянулись беглые помещичьи, а также государственные крестьяне из внутренних губерний России. Вследствие этого увеличилось и население Беляевки. Если в 1820 году здесь насчитывалось 180 дворов, то в 1841 году — 215. Село стало волостным центром Одесского уезда. По данным переписи 1857 года, в нём жили 1067 человек. Местная община имела в своем распоряжении около 16 тыс. десятин земли — в среднем по 15 десятин на душу. Большую часть этой земли (9727 десятин) составляли т. н. неудобные земли, почти 2,5 тыс. десятин занимали пастбища, плавни и различные строения. Пахотные земли составляли всего 3925 десятин, в среднем по 3,68 десятины на человека. При тех мизерных урожаях, которые получали в середине прошлого века, и высоких натуральных и денежных податях, тяготевших над крестьянством, оставшегося у беляевцев хлеба редко хватало до нового. Беляевка тех времен представляла собой скопление глинобитных мазанок, покрытых камышом. Низкий задымленный потолок, земляной пол, узкие тусклые окна, покрытые лохмотьями полати — таков типичный вид крестьянской хаты. Несколько добротных домов принадлежало местной зажиточной верхушке, которая ещё в 1805 году позаботилась о строительстве церкви. Приходская же школа была здесь открыта лишь в 1841 году, то есть треть века спустя.
После крестьянской реформы процесс обнищания на селе углубился. Беляевцы как государственные крестьяне в соответствии с законом от 24 ноября 1866 года получили право на постоянное пользование земельными наделами, за что обязаны были платить ежегодно довольно высокую т. н. государственную оброчную подать. На основании закона от 12 июня 1886 года они переводились на выкуп, при этом оброчная подать преобразовывалась, выкупные платежи, увеличившиеся по сравнению с оброчной податью на 45 проц. Закон устанавливал окончательный срок выплаты платежей — 1930 год; затем крестьяне должны были стать собственниками земли.
Непосильные подати и выкупные платежи окончательно разорили крестьян. Уже к 1890 году средний надел земли сократился в четыре раза; 936 беляевцев стали безземельными, в распоряжении остальных было всего по 3.7 десятины земли на человека. Урожайность зерновых вследствие примитивной культуры земледелия снизилась до 14 пудов с десятины. Собственного хлеба не хватало даже до середины зимы. Чтобы как-то просуществовать, люди стали заниматься ремеслами, искать заработок на стороне.
В 1957 году Беляевка получила статус поселка городского типа. Статус города Беляевка получила в 1979 году.
27 января 2016 года город Беляевка получил статус «город областного значения». Соответствующий проект постановления №2278а поддержал 241 народный депутат.

## Галерея

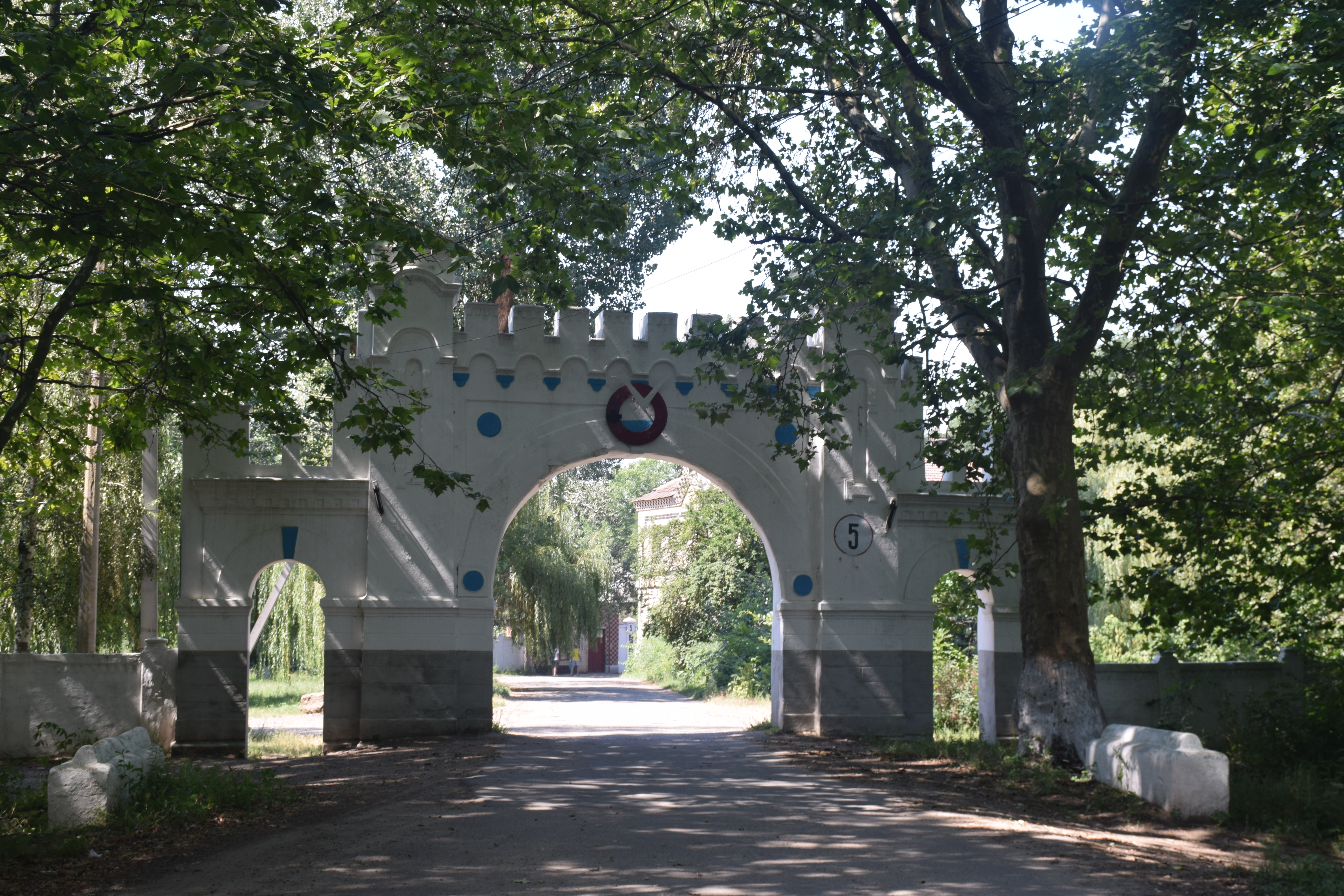
Водонасосная станция
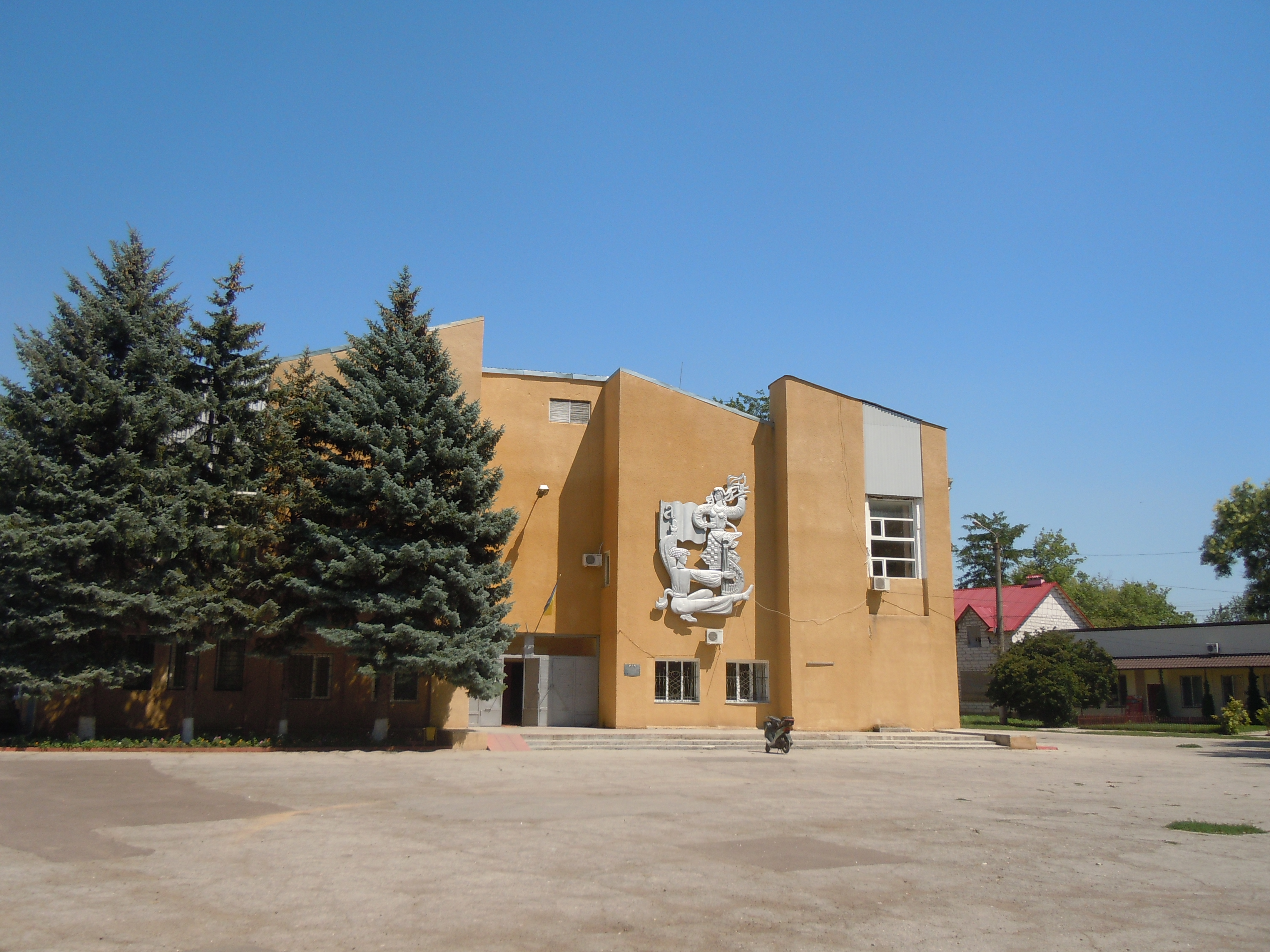
Дом культуры
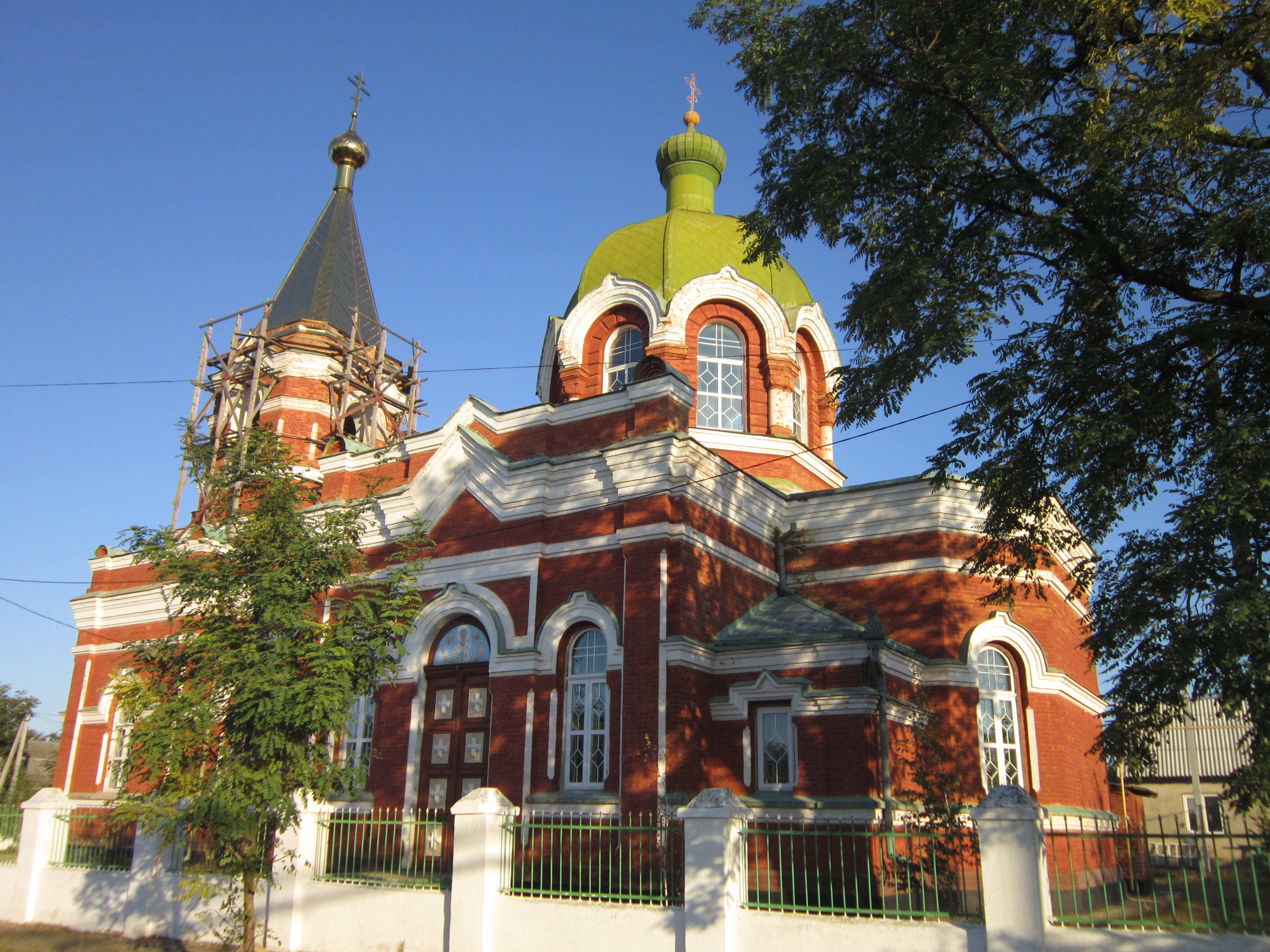
Николаевская церковь
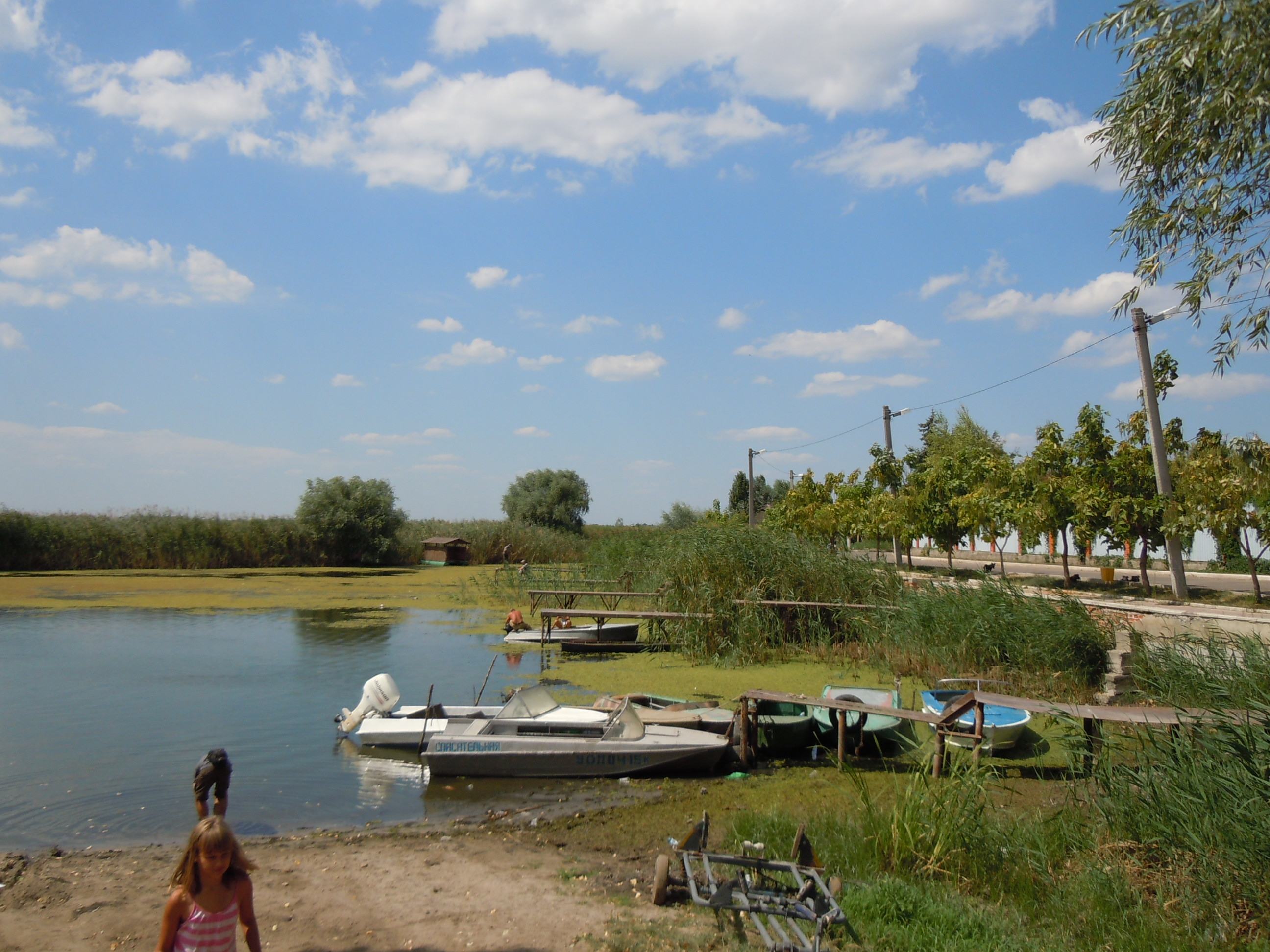
Лодочная станция
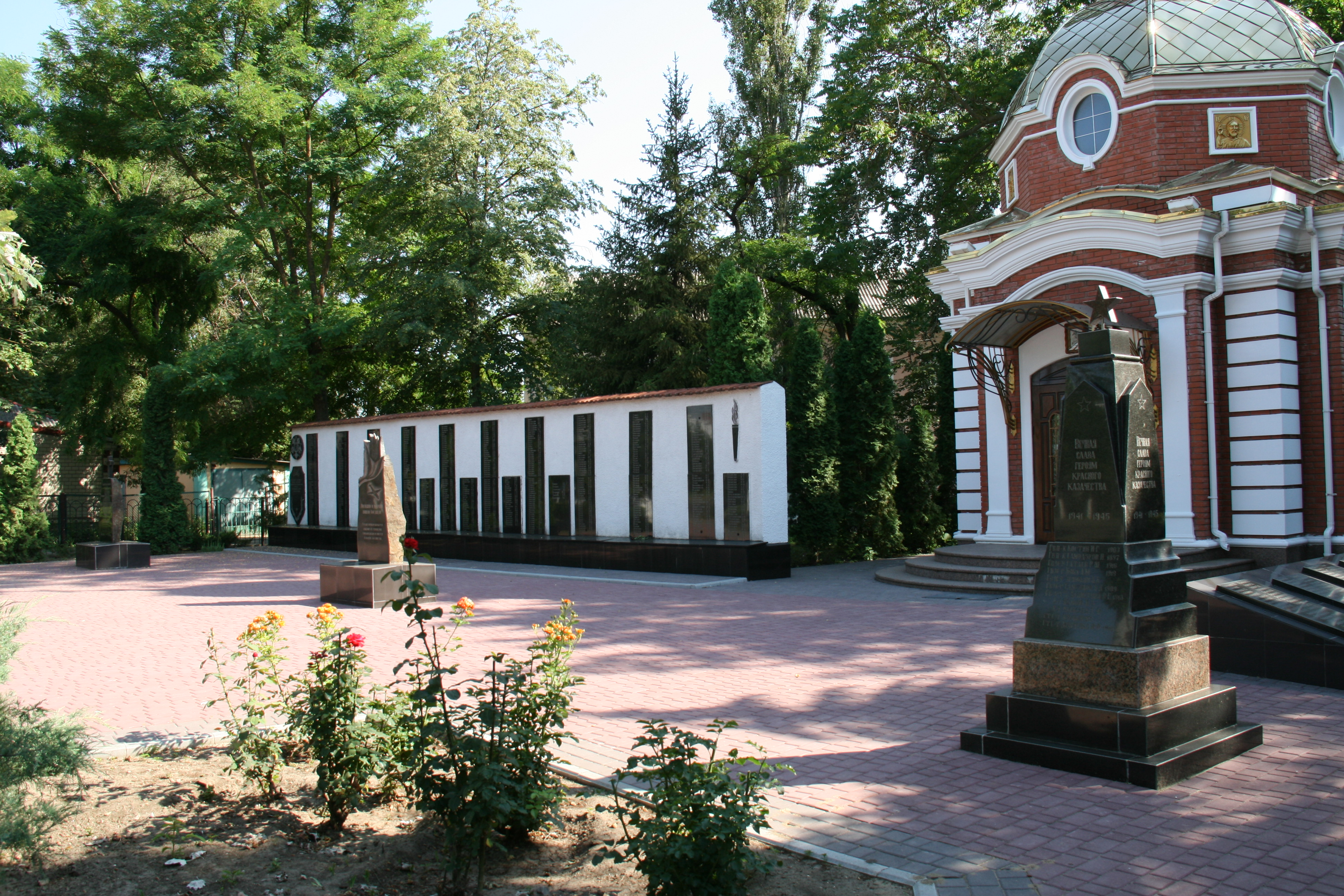
Братское кладбище советских солдат